# قائمة الأفلام المالاوية في الترشيحات الأولية لجائزة الأوسكار لأفضل فلم روائي طويل دولي
في تاريخ ترشيحاتها بخصوص جائزة الأوسكار لأفضل فيلم روائي طويل دولي، رشحت ملاوي فيلمًا واحدة فقط للتنافس على الجائزة وكان ذلك سنة 2018. تُسلم هذه الجائزة سنويًا من قبل أكاديمية فنون وعلوم الصور المتحركة الأمريكية وتُخصص للأفلام السينمائية الطويلة التي أُنتجت خارج الولايات المتحدة، والتي تحتوي بالأساس على حوار بلُغة غير اللغة الإنجليزية. أُحدثت جائزة الأوسكار لأفضل فيلم بلُغة أجنبية في حفل توزيع جوائز الأوسكار لعام 1956، ويتم تقديمها سنويًا منذ ذلك الحين.

## الأفلام المُرشحة
دعت أكاديمية الفنون والعلوم السينمائية الصناعات السينمائية في مختلف البلدان لترشيح أفضل فيلم لها للتنافس على جائزة الأوسكار لأفضل فيلم بلغة أجنبية منذ عام 1956. تُشرف لجنة جائزة الأفلام الأجنبية على العملية وتُراجع جميع الأفلام المقدمة. بعد ذلك، يصوتون بالاقتراع السري لتحديد قائمة نهائية مُكونة من خمسة أعمال للتنافس على الجائزة. فيما يلي قائمة بالأفلام التي رشحتها ملاوي لتُراجعها الأكاديمية للحصول على الجائزة حسب السنة وحسب حفل توزيع جوائز الأوسكار الذي رُشحت له.
| السنة (الحفل)                                             | عنوان الفيلم المستخدم في الترشيح | اللغة                    | المخرج            | النتيجة  |
| --------------------------------------------------------- | -------------------------------- | ------------------------ | ----------------- | -------- |
| قائمة أفلام 2018 حفل توزيع جوائز الأوسكار الحادي والتسعون | الطريق إلى شروق الشمس (فيلم)     | لغة الشيشيوا، الإنجليزية | Shemu Joyah       | غيرُ مُرشّحٍ |
| قائمة أفلام 2021 حفل توزيع جوائز الأوسكار الرابع والتسعون | فاتساني: قصة نجاة (فيلم)         | لغة الشيشيوا، الإنجليزية | Gift Sukez Sukali | غيرُ مُرشّحٍ |

## روابط خارجية
- قاعدة بيانات جوائز الأوسكار الرسمية
- قاعدة بيانات اعتمادات الصور المتحركة
- صفحة جوائز الأكاديمية على موقع قاعدة بيانات الأفلام على الأنترنت